# Øster Egesborg
Øster Egesborg er en landsby i Øster Egesborg Sogn, Baarse Herred, Vordingborg Amt (senere Præstø Amt, så Storstrøms Amt, nu Region Sjælland).

## Historie
Landsbyen omtales første gang i Roskildebispens Jordebog 1370-80 under navnet Eghespyr, Egespøør Ostra, Egespyr, den 14. juli 1499 som Øster Egespuur.
Landsbyen bestod i 1682 af 7 gårde og 1 hus med jord. Det samlede dyrkede areal udgjorde 130,7 tønder land skyldsat til 32,75 tønder hartkorn. Dyrkningsformen var trevangsbrug.
Øster Egesborg hørte i 1700-tallet under Vordingborg Rytterdistrikt. I landsbyen oprettedes en rytterskole.
En sparekasse blev oprettet 7. februar 1889. Pr. 31. marts 1896 var der 133 konti.